# Hymedesmia flaccida
Hymedesmia flaccida är en svampdjursart som beskrevs av Topsent 1928. Hymedesmia flaccida ingår i släktet Hymedesmia och familjen Hymedesmiidae. Inga underarter finns listade i Catalogue of Life.